# Pagoda Liaodi
La pagoda Liaodi (en chino tradicional, 料敵塔; en chino simplificado, 料敌塔; pinyin, Liàodí Tǎ; Wade-Giles, Liaoti T'a) del Monasterio Kaiyuan, en Dingzhou, Provincia de Hebei, China, es la pagoda china premoderna más alta que se conserva, y la pagoda de ladrillos más alta del mundo, construida en el siglo XI durante la Dinastía Song (960-1279). Tiene una altura de 84 m, y se apoya en una gran plataforma de base octogonal. Tras su finalización en 1055, la Pagoda Liaodi sobrepasó la altura de la anterior pagoda más alta de China que se conserva, la pagoda central de las Tres Pagodas construida durante la Dinastía Tang, con una altura de 69,13 m. La pagoda más alta de la historia china premoderna era una pagoda de madera de 100 m situada en Chang'an construida en 611 por el emperador Sui Yangdi, pero esa edificación no sigue en pie.

## Historia
La construcción de esta pagoda de piedra y ladrillo comenzó en el año 1001 durante el reinado del Emperador Song Zhenzong, y se completó en el 1055 durante el reinado del Emperador Song Renzong. El Emperador Zhenzong pretendía tener escrituras budistas recopiladas por el monje chino Huineng en India en el emplazamiento de la pagoda. Debido a su situación estratégica, la altura de la pagoda la hizo útil como atalaya, que se podía usar para divisar movimientos enemigos que vinieran de la Dinastía Liao del norte, dirigida por los kitán, rivales de la Dinastía Song. Inicialmente se llamó Pagoda Kaiyuan, pero debido a su uso militar se hizo conocida como Pagoda Liaodi, que significa literalmente 'viendo las intenciones del enemigo.'

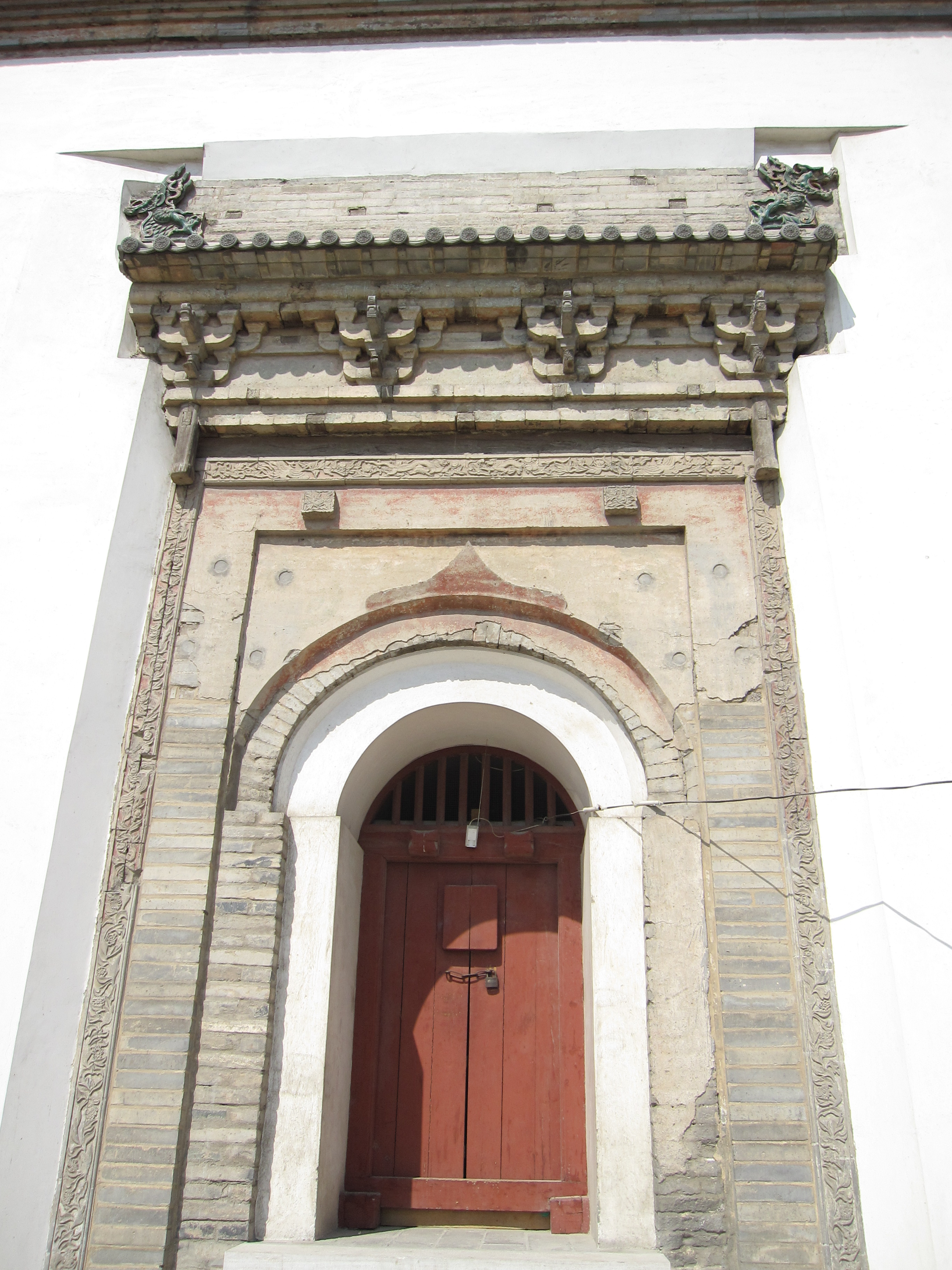
Detalle de la puerta de la Pagoda Liaodi del Templo Kaiyuan en Dingzhou, China.

Otra pagoda de altura y diseño similar es la pagoda Chongwen de la provincia de Shaanxi. Finalizada en 1605 durante la dinastía Ming, tiene una altura de 79 m que la hacen la segunda pagoda más alta construida en la China premoderna.

## Descripción
Cada planta de la pagoda Liaodi tiene aleros de piedra, puertas y ventanas (con falsas ventanas en cuatro lados de la planta octagonal), mientras que la primera planta tiene un balcón que la rodea. Una sección de los muros de la pagoda está abierta, por lo que se puede ver el interior de la pagoda y el espesor de las paredes. En su cima, la pagoda tiene una aguja hecha de bronce y hierro. En el interior una gran escalera con rellanos en cada planta lleva desde la planta baja hasta la última planta. Unos soportes de ladrillo sostienen los rellanos de cada planta, mientras que desde la octava planta en adelante no hay soportes sosteniendo el techo abovedado. Dentro de la pagoda hay un gran pilar con forma de otra pagoda, que se puede ver desde el interior o por la sección abierta de los muros. Los murales pintados y estelas de piedra con caligrafía china de la pagoda datan de la Dinastía Song, cuando se construyó la pagoda.